# Caletrico di Chartres
Caletrico (... – Chartres, 4 settembre VI secolo) fu vescovo di Chartres, venerato come santo dalla Chiesa cattolica.

## Biografia e culto
Caletrico è menzionato al 18º posto negli antichi cataloghi dei vescovi di Chartres, tra Leobino e Pappolo. Il suo episcopato è compreso tra il 552, anno in cui è attestato per l'ultima volta il vescovo Leobino, e il 573, quando la sede di Chartres era occupata da Pappolo.
Storicamente è documentato in tre occasioni. Nel 567 partecipò al concilio di Tours e sottoscrisse gli atti conciliari al 4º posto tra Felice di Nantes e Domiziano di Angers. In un'epoca imprecisata tra il 556 e il 573 fu presente al concilio di Parigi e firmò le decisioni conciliari al 12º posto tra Lascivo di Bayeux e Edibio di Lisieux. Il vescovo di Chartres è infine identificato con il Caletricus peccator, che sottoscrisse, il 21 agosto 566, il privilegio che Germano di Parigi concesse all'abbazia di San Vincenzo, anche se nel documento non è indicato se questi fosse vescovo e di quale sede.
Nel 1703 è stato scoperto il suo sarcofago con l'iscrizione originale, che recita: Hic requiescit Chaletricus episcopus cuius dulcis memoria pridie nonas septembris vitam transportavit in caelis. La data della sua morte, 4 settembre, fu poi corretta in 7 ottobre, giorno della traslazione delle sue reliquie. Esiste anche un epitaffio scritto da Venanzio Fortunato († 607).
Il suo culto, già attestato nell'XI secolo, si accrebbe in seguito alla scoperta della sua tomba. Il Martirologio Romano lo ricorda il 4 settembre con queste parole: